# Lygropia hypoleucalis
Lygropia hypoleucalis là một loài bướm đêm trong họ Crambidae.